# 海蘭鎮區 (堪薩斯州華盛頓縣)
海蘭鎮區（英語：Highland Township）為美國堪薩斯州華盛頓縣轄下的鎮區。2010年美国人口普查中此鎮區人口有35人。

## 地理
海蘭鎮區涵蓋總面積為92.6平方（35.74平方英里），其中陸地面積為92.0平方（35.51平方英里），水域面積為0.60平方（0.23平方英里）或0.64%。

## 人口統計
根據2010年美國人口普查，海蘭鎮區人口有35人，其中男性有21人，女性有14人，人口密度為每平方公里0.38人，住房計16戶。鎮區內的白人有35人，非裔美國人有0人，美洲原住民有0人，亞裔美國人有0人，太平洋島裔美國人有0人，其他種族有0人，混血種族則有0人。此外鎮區內有0人為西班牙裔或拉丁裔美國人。此鎮區之年齡中位數為56.5歲，而男性年齡中位數為49.5歲，女性年齡中位數為62.5歲。